# Цех, Пауль
Па́уль Цех (нем. Paul Zech; 19 февраля 1881, Бризен — 7 сентября 1946, Буэнос-Айрес) — немецкий поэт и писатель, был одним из самых плодовитых деятелей немецкого экспрессионизма: множество томов стихов, пьес, рассказов, романов, опубликованных известными издательствами. В 1933 году эмигрировал в Аргентину, где вынужден был жить в бедности до самой смерти.

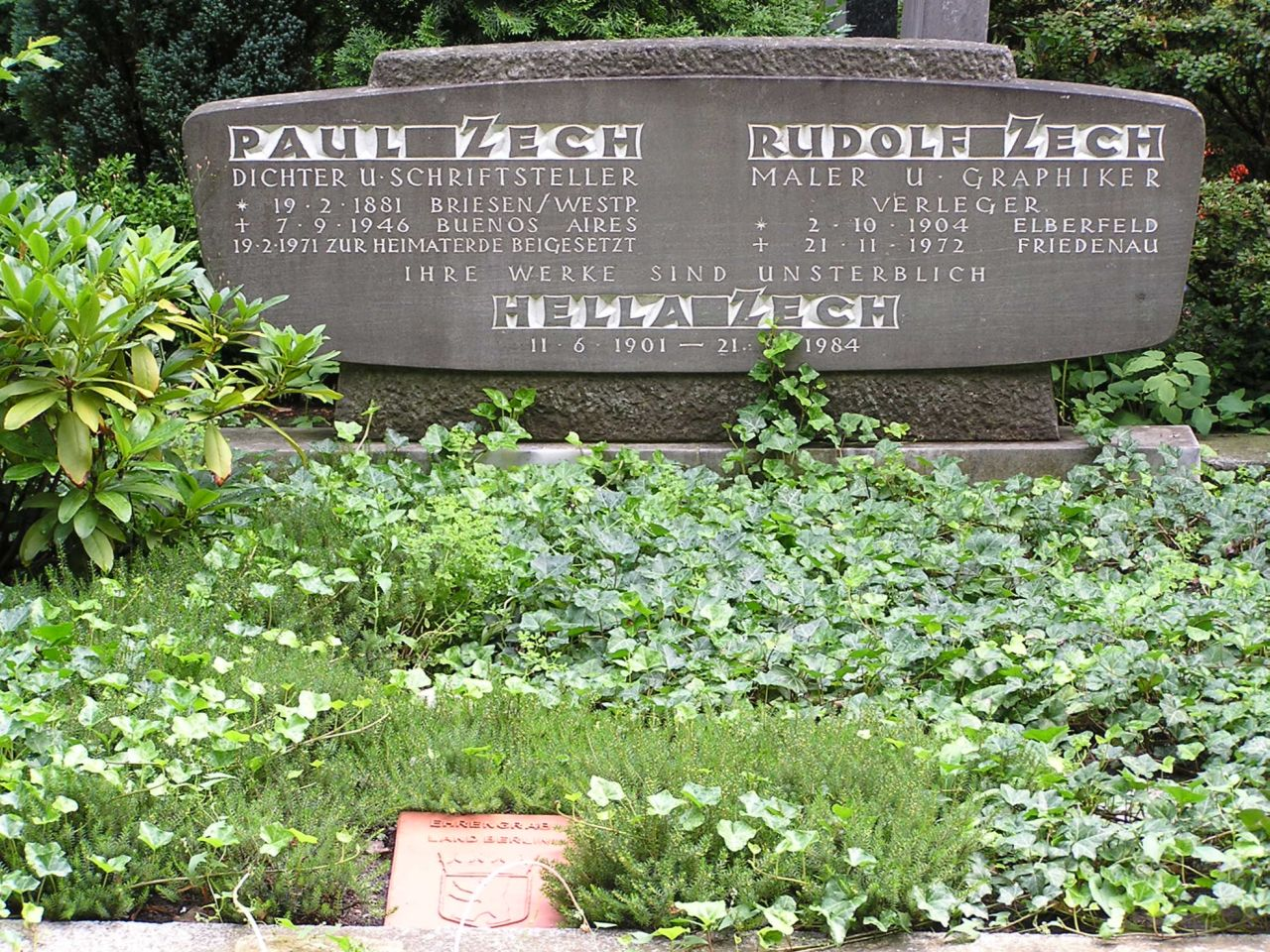
Могила Пауля Цеха на берлинском кладбище Фриденау

Опубликована обширная переписка Цеха со Стефаном Цвейгом.
Лауреат престижной литературной премии Генриха Клейста (1918).

## Новейшие издания
- Ausgewählte Werke. Hrsg. […] von Bert Kasties. 5 Bände. Aachen, 1998—1999.